# 박차석

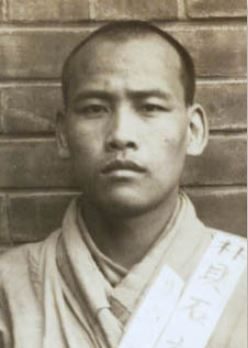
서대문형무소 수형자 명부의 박차석 사진.

박차석(朴且石, 1909 ~ ?)은 김일성의 삼촌 김형권(金亨權) 등과 함께 1930년 8월 함경남도 풍산군 등지에서 군자금 모금 활동을 하다 체포되어 10년 징역형을 받았다. 1937년 11월 가출옥한 후 전향하여 1939년 무렵 이종락과 함께 동북항일연군에서 활동하던 김일성에게 귀순을 설득하는 중재자 역할을 했다. 김일성 귀순공작 실패 후의 행적은 불명이다. 김준(金俊)이란 가명을 쓰기도 했다. 박단석(朴旦石), 박패석(朴貝石) 등으로 나오는 기록도 보이는데, 이는 차(且)를 단(旦)이나 패(貝)로 오인한 것으로 보인다.

## 생애
박차석(朴且石)은 1909년 평안남도 평양부(平壤府) 교구정(橋口町) 40번지에서 출생했다. 어릴 때 만주로 이주한 것으로 보인다.
김일성 회고록에 이종락과 박차석이 자기와 같이 정의부에서 만주 화전현(樺甸縣)에 세운 군사교육 기관 화성의숙(華成義塾)을 다녔다고 나온다.
박차석과 리종락은 나와 화성의숙에도 같이 다니였고 《ㅌ.ㄷ》와 건설동지사도 같이 조직하고 조선혁명군을 꾸릴 때에도 같이 활동한 사람들이였습니다. 혁명을 몇해만 같이하면 형제나 다름없는 밀접한 관계를 맺게 됩니다. 그 두사람은 나와 혁명을 4∼5년동안이나 같이하였습니다.

이 말이 사실이라면 그는 김일성과 같이 1926년 무렵 화성의숙을 다닌 것이 된다.
박차석(朴且石)은 정의부가 국민부로 개편되면서 이에 소속되었던 것으로 보인다. 최효일(崔孝一, 1904~1932) 및 김일성의 삼촌 김형권 등과 군자금 모집 결사대(軍資金募集决死隊)를 조직하고 1930년 8월 국내로 잠입하여 모금활동 중에 풍산군 안산면 내중리(豊山郡安山面內中里)에서 1박하고 8월 14일 다른 곳으로 가려다가 풍산경찰서 내중(內中)주재소 송산저삼(松山猪三) 순사부장을 만나자 그를 사살하고, 단원들을 나누어 일부는 후치령(厚峙嶺)에서 통행하는 자동차를 습격하여  군자금을 모집하였다. 다른 일부는 홍원(洪原)읍으로 들어가서 촤모(崔某)의 집에 유숙하다가 9월 3일 경찰에 체포되었다. 이때 도주한 정웅(鄭雄, 본명 정계빈[鄭桂㻞])은 이듬해 1931년 2월 3일 강원도 춘천에서 검거되었다.
1931년 10월 21일 함흥 지방법원의 1심 판결에서 주동자 최효일은 사형, 김형권은 15년, 박차석과 정계빈은 10년 징역형을 받았고, 1932년 4월 4일 경성 복심법원의 2심 판결에서도 1심과 같은 형량이 선고되었다. 김형권은 수형 도중 서대문 감옥에서 옥사하였다.
박차석(朴且石)은 형기 만료 전인 1937년 11월 23일 가출옥했다. 1938년 5월 17일에 조선 밖으로 이주 허가를 신청했으나 보류된 기록이 있다. 이후 만주로 간 것으로 보이며, 전향하여 김일성의 왕년의 상관 이종락과 함께 김창영이 주도하는 만주국 경찰의 김일성 귀순공작에 중재인으로 투입된다. 김일성은 귀순 협상에 응할 뜻을 보였으나, 귀순 후의 안전보장을 위해 까다로운 조건을 내걸어 협상이 지연된다. 1940년 1월에 이종락은 김일성 부대에 협상차 들어갔다가 보고를 받고 들이닥친 김일성의 상관 양정우(楊靖宇, 1905~1940)에게 붙잡혀 사살 당하고, 귀순 공작은 실패로 돌아갔다. 양정우 본인도 한달여 뒤 2월 23일 전사한다.
그 이후의 박차석의 행적은 알려진 것이 없다.

## 참고 자료
- 일제감시대상인물카드 박패석(朴貝石) 한국사데이터베이스

박패석(朴貝石)은 박차석(朴且石)의 오기로 보인다. 카드의 본적 "平壤府 橋出町 40"은 박차석(朴且石) 신문기사의 출생지 "평양부(平壤府) 교구정(橋口町) 40번지"와 같은 곳으로 추정된다. [평양부에는 橋口町은 있으나 橋出町은 보이지 않는다.] 박차석의 경성복심법원 판결일자와 박패석의 경성형무소 입소일자가 같은 1932년 4월 4일이다.
- 최효일(崔孝一), 김형권(金亨權), 박차석(朴且石), 정계빈(鄭桂㻞)에 대한 판결문 소화6년형공제501,502호 : 경성복심법원 1932년 4월 4일 (공훈전자사료관)

번역문 : 최효일(崔孝一), 김형권(金亨權), 박차석(朴且石), 정계빈(鄭桂㻞)에 대한 판결문 국가기록원 독립운동관련 판결문
- 무직 최효일(崔孝一) 28세 판결 소화 7년 형상 제7호 독립운동사자료집 10 : 독립군전투사자료집 / 독립군 관계 재판 기록 (공훈전자사료관)

### 김일성귀순공작 관련 자료
- 《비수 김일성의 생장기(匪首 金日成의 生長記)》 만선일보(滿鮮日報) 1940년 4월 (5회 연재) : 원문 텍스트

《비수 김일성의 생장기(匪首 金日成의 生長記)》 만선일보(滿鮮日報) 1940년 4월 (5회 연재) : 이미지
- 김창영(金昌永) 반민족행위특별조사위원회 자료 (반민특위 조사 기록) 1949년 4~5월 : 한국사데이터베이스

- 이기건(李奇建, 1919 ~ 2001, 《내가 아는 北傀政權 裏面史 : 金日成歸順 特別工作隊 이야기》 『時事』 58 (內外問題硏究所, 1968.7) pp.93~94

- 김일성 회고록 《세기와 더불어 7권 (계승본)》 제19장 시련의 언덕을 넘어

7. 리보익 할머니
8. 남패자의 수림속에서

## 같이 보기
- 김형권
- 이종락
- 김창영
- 김일성